# Engin Fırat
Engin Fırat (* 11. Juni 1970 in Istanbul, Türkei) ist ein deutsch-türkischer Fußballtrainer. Anfang April 2010 erhielt Engin Firat für seine Leistungen als bester türkischer Coach im Ausland den „Celik Bilek Ödülleri“-Preis in der Türkei. 

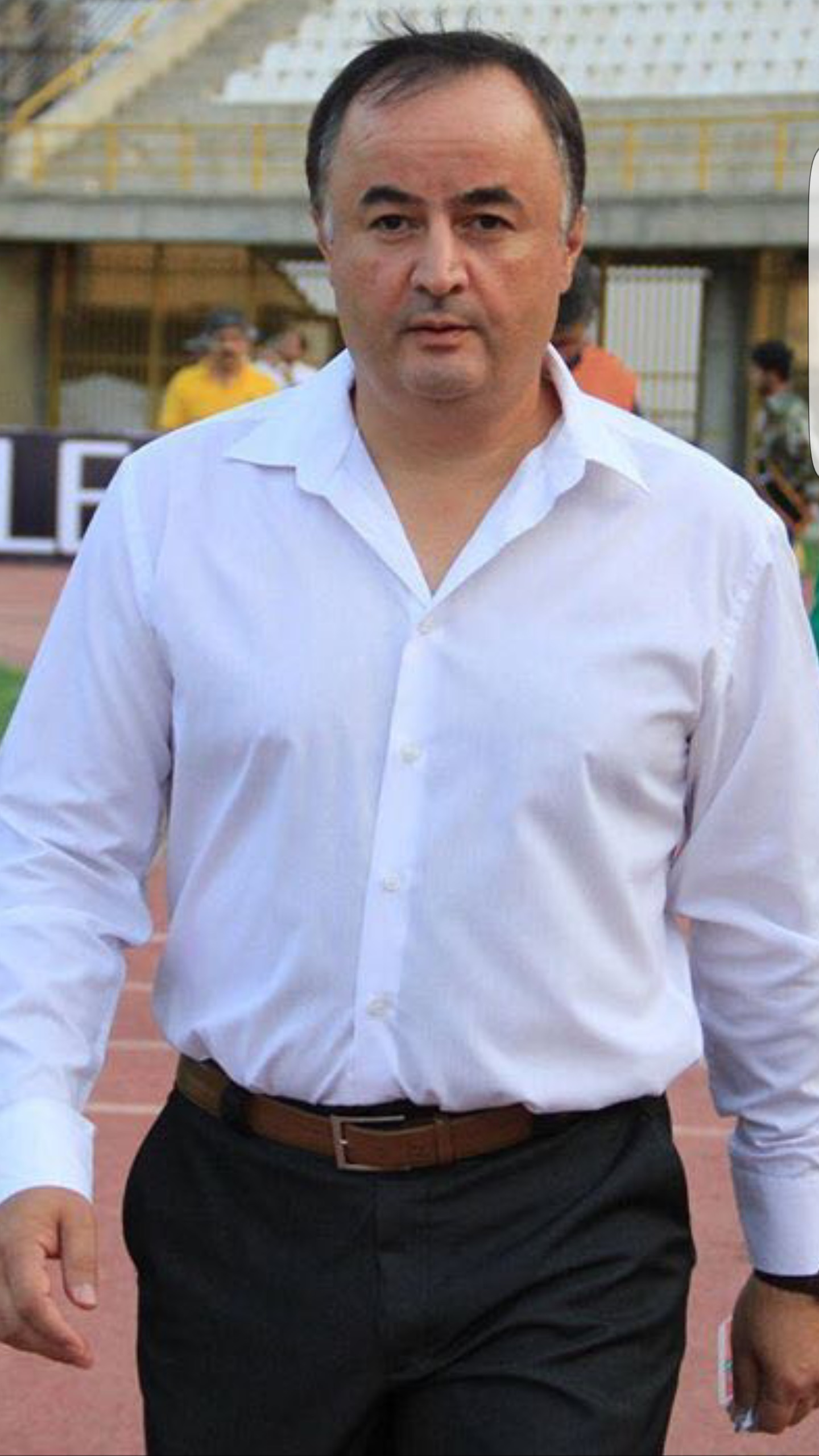
Engin Firat

## Trainerkarriere

### Die Anfänge
Der deutsch-türkische Fußballlehrer Engin Fırat wuchs auf der ostfriesischen Nordseeinsel Norderney auf und lebte dort knapp 20 Jahre lang. Nach dem Abschluss seines Sportstudiums (Lehramt) in Osnabrück begann seine Karriere als Profifußballtrainer als Assistent von Horst Hrubesch beim türkischen Erstligisten Samsunspor im Jahre 1997.
Als 27-Jähriger konnte er sich gleich in der professionellen Fußballwelt behaupten und Anerkennung beim Verein und Spielern verdienen. So kam es, als sich Samsunspor von Hrubesch trennte, dass die Weiterarbeit mit Engin Fırat nie zur Debatte stand und der Verein ihn unter dem neuen Trainer, dem Tschechen Joseph Jarabinsky, als Co-Trainer weiter engagierte. Am Ende der Saison wurde Samsunspor Fünfter in der Tabelle.
Nach der Saison nahm das Trainer-Duo das Angebot des Ligakonkurrenten Antalyaspor an. Man wurde mit Antalyaspor Sechster, was das beste Ligaergebnis in der Vereinsgeschichte darstellte.
Zwischen 2000 und 2002 gehörte Engin Fırat zum Assistenten-Team von Eintracht Frankfurt unter Cheftrainer Martin Andermatt.

### Zusammenarbeit mit Werner Lorant
Mehrere Jahre arbeitete Engin Fırat als Co-Trainer von Werner Lorant – so unter anderem in der Saison 2002/03 beim türkischen Spitzenclub Fenerbahçe Istanbul. Das Duo wurde nur knapp Zweiter in der Liga, die Champions-League-Qualifikation wurde erreicht. In dieser Saison gelang auch der historische 6:0-Sieg über den Erzrivalen Galatasaray Istanbul.
Im Januar 2003, nach der Trennung von Fenerbahce Istanbul, wurde Werner Lorant zur Rückrunde der 2. Bundesliga von LR Ahlen engagiert, um den drohenden Abstieg zu verhindern. Lorant nahm Engin Fırat wieder als seinen Co-Trainer. Die Rückrunden-Tabelle beendete LR Ahlen als Fünfter und hatte mit dem Abstieg nichts zu tun.
Für drei Spiele in der Rückrunde war Engin Fırat Cheftrainer des LR Ahlen und somit wurde er, nach Mustafa Denizli, der einzige türkische Chef-Trainer in der Geschichte 2. Bundesliga.
2004 traten Lorant und Fırat beim neu-gegründeten südkoreanischen Erstligisten Incheon United an. Aus familiären Gründen trennte sich Engin Fırat nach dem Trainingslager vom FC Incheon United.
2005 bis 2006 übernahmen Werner Lorant und Engin Fırat zu Saisonbeginn den türkischen Erstliga-Aufsteiger Sivasspor. Das Team wurde sehr überraschend auf Anhieb Achter in der Abschluss-Tabelle, obwohl die ersten sechs Heimspiele im weit entfernten Istanbul ausgetragen wurden. Vor Saisonbeginn gewann man zudem noch den Cup der Republik (vergleichbar mit dem deutschen Ligapokal).
2006 bis 2007 heuerte das Trainer-Duo beim iranischen Erstligisten Saipa Teheran an. Als Lorant nach drei Monaten trotz Tabellenführung kündigte, bot der Verein Engin Fırat den Cheftrainerposten an. Fırat hatte in kürzester Zeit die Verantwortlichen des Vereins von seinen Qualitäten überzeugt, jedoch lehnte Fırat ab, da er seinem Cheftrainer die Treue hielt.
Saipa FC nahm den Schwung der Tabellenführung mit und wurde am Ende der Saison überraschend iranischer Meister.
Kurz darauf gingen Lorant und Fırat zum türkischen Erstligaverein Kayseri Erciyesspor. Nach über 30 Jahren gelang mit dem Duo dem Verein im Pokal der erste Sieg gegen Galatasaray Istanbul.
Dieser Sieg ebnete den Weg für die Teilnahme im UEFA-Cup. Da der komplette Vorstand mitten in der Saison zurücktrat, trat auch das Trainerduo mit zurück.

### Engagement im Iran & Nationalteams
Im März 2008 bat der neue Nationaltrainer des Iran, Ali Daei, Fırat sein Assistent für die iranische Fußballnationalmannschaft zu sein. Nachdem Fırat sich mit Ali Daei und dem Verband einigte, unterschrieb er außerdem als Cheftrainer des letztjährigen Zweitplatzierten der Iranian Pro League und Finalisten der AFC Champions League, dem FC Sepahan aus Isfahan. Als Ali Daei nach einer 2:1-Niederlage gegen Saudi-Arabien am 28. März 2009 entlassen wurde, endete auch Fırats Zeit als Co-Trainer der iranischen Nationalmannschaft. Bei Sepahan Isfahan wurde er nach der Saison 2008/09 durch Amir Ghalenoei ersetzt.
Anfang August 2011 wurde er beim Azadegan-League Team von Gostaresh Foulad FC als Cheftrainer/Manager engagiert. Im Juli 2013 wurde Firat Cheftrainer von Saipa Teheran.
Er leitete von 2019 bis 2021 die moldauische Fußballnationalmannschaft.
Firat war von Herbst 2021 bis Dezember 2024 Cheftrainer der Fußballnationalmannschaft aus Kenia. Nach der verpassten Qualifikation für den Afrika-Cup 2025 trat er von seinem Posten zurück.